# Cidaris
Cidaris — рід грибів родини Helvellaceae. Назва вперше опублікована 1849 року.

## Класифікація
До роду Cidaris відносять 2 види:
- Cidaris caroliniana
- Cidaris caroliniana